# Производство кофе в Бразилии
Производство кофе в Бразилии составляет приблизительно треть мирового. Бразилия в течение 150 лет являлась крупнейшим производителем кофе на Земле. В 2007 г. производство составило 2 249 010 тонн (36 070 000 мешков по 60 кг каждый). В 2009 году было произведено 2 368 000 тонн кофе или 2 440 000 тонн, по данным FAO. 80 % выращиваемого кофе составляет арабика. Исторически сложилось так, что хотя Бразилия и является крупнейшим мировым поставщиком кофейного сырья, но на международном рынке доминируют компании США, особенно Sara Lee и Kraft Foods. 75 % внутреннего рынка кофе в Бразилии контролируют всего четыре компании.

## История

### Ранний период
Первые кофейные кусты были посажены в Бразилии в 1727 году на территории нынешнего штата Пара. Бразильская легенда гласит, что кофе ввёз на территорию страны полковник Франсиску ди Мелу-Пальета (порт. Francisco de Melo Palheta) из французской колонии Гвиана, где должен был урегулировать пограничные споры. Цветущие кофейные кусты были даром влюблённой в него губернаторши.
Выращивание кофе даже для нужд внутреннего рынка стимулировало развитие рабовладения: до 1850 года в страну было ввезено не менее 1,5 миллионов рабов. Русский мореплаватель Ф. Ф. Беллинсгаузен, побывавший в Бразилии осенью 1819 года, писал, что на кофейных плантациях 1 раб ухаживал за 3000 деревьев, а одно дерево в среднем приносило 1 французский франк прибыли в год.

### «Кофейная экономика»
Выход бразильского кофе на внешний рынок способствовал закладке новых плантаций. Для связи внутренних районов страны с побережьем требовались железные дороги, в первую очередь их строили вокруг столицы страны — Рио-де-Жанейро, в долинах Параибы и через прибрежные хребты Сан-Паулу. Первая железная дорога была проложена в 1854 году, в 1860 году в Бразилии было 223 километра железных дорог; к 1885 году их стало 6930 километров. Основное железнодорожное сообщение связывало Восточное нагорье Сан-Паулу с портом Сантус, что позволило расширять производство кофе.
К 1870 году благодаря борьбе с рабовладением и внешнеполитическому давлению, начался кризис кофейной индустрии, связанный с нехваткой рабочих рук. С 1880-х годов на плантациях Сан-Паулу стал преимущественно использоваться труд европейских иммигрантов. В 1880 г. в этом штате было произведено 1 200 тыс. мешков кофе (в стандартном мешке — 60 кг), что составляло 25 % общего производства в Бразилии. К 1902 году Сан-Паулу выращивал 60 % всего кофе Бразилии (производство увеличилось до 8 млн мешков). Между 1884 и 1890 гг. в штат Сан-Паулу въехало 201 тыс. иммигрантов, а между 1891 и 1900 гг. — 733 тыс. чел. Население города Сан-Паулу увеличилось с 1890 по 1900 г. с 70 000 до 240 тыс. человек. На 1891 год 63 % экспорта страны составлял кофе, что превышало 50 % мировой кофейной торговли.

### Кризис 1906 г.
Кризис перепроизводства 1906 года принудил правительство обратиться к политике валоризации. Рекордный урожай и нераспроданные запасы привели к падению цен на кофе на мировом рынке ниже 7 центов за фунт. Правительство запретило вывоз кофе, экспорт был открыт только после того, как цена превысила указанную отметку. Тем не менее, политика валоризации спровоцировала закладку новых плантаций и расширение производства кофе, что делало дальнейшие кризисы неизбежными. Кофейное лобби Сан-Паулу в столице фактически вынуждало правительство поддерживать расширение производства кофе за счёт остальных секторов экономики (см.: Политика кофе с молоком).

### 1920-е — 1960-е гг.
Накануне Всемирного экономического кризиса 1929 г. бразильская кофейная индустрия занимала первое место в мире. Число кофейных деревьев достигало 3 млрд. Бразилия производила 80 % кофе в мире. Результатом экономического кризиса было катастрофическое падение цен на кофе на мировом рынке: 22½ цента за фунт в 1929 г., 8 центов за фунт в 1931 г., 5¾ цента за фунт в 1938 г. Правительство вновь было вынуждено обратиться к политике валоризации и насильственного сокращения производства: от посадок кофе отказываются в штате Параиба, к 1946 году число кофейных деревьев сократилось на треть и составило 2 млрд. Правительство неоднократно практиковало уничтожение излишков: с 1931 по 1943 гг. было сожжено или утоплено в море 77,8 млн мешков кофе. Тем не менее, к 1950-м гг. экономика Бразилии оставалась монокультурной, завися исключительно от кофе. Урожай 1949 года составил 55 % мировых сборов кофе, который по-прежнему составлял 40 % бразильского экспорта. Благодаря закладке новых плантаций производство кофе в 1960 г. возросло и составило 60 % бразильского экспорта, несмотря на правительственные программы индустриализации. Истощение почв на территории штата Сан-Паулу привело к переносу главного центра производства кофе на новые плантации штатов Минас-Жерайс, Парана, отчасти — Мату-Гросу-ду-Сул. С этого периода начинается непрестанное сокращение роли Бразилии в мировом балансе производства кофе: 43 % в 1965 г., 33 % в 1975 г.

## Современное состояние
По состоянию на 1998 год кофейные плантации занимали 27 000 км², на них росло 6 млрд кофейных деревьев, 74 % — арабика и 26 % робуста. Более 56 % плантаций имеет площадь от 10 до 50 га, 28 % — свыше 50 га. Основные плантации расположены в штатах Сан-Паулу, Минас-Жерайс и Парана. Сбор кофе ведётся в сухой сезон с июня по сентябрь. В производстве кофе занято около 3,5 млн человек. Сильный ущерб индустрии нанесли заморозки 1975 (пострадали ½ всех посадок) и 1994 г, а также засуха 2001 года, что привело к росту цен на мировом рынке.
В 2009 году Бразилия поставила 32 % всего мирового кофе и 46 % всего сорта арабики. Экспорт Бразилии составил более 1,8 млн тонн.